# Siebensilbler
Der Siebensilb(l)er ist in der Verslehre bei silbenzählendem Versprinzip ein Versmaß bzw. Vers mit sieben Silben. Gelegentlich, vor allem im Kontext antiker Dichtung, wird auch die Bezeichnung Heptasyllabus verwendet.